# Egutu Oliseh
Egutu Chukwuma Oliseh est un footballeur nigérian, né le 18 novembre 1980 à Lagos. Il joue au poste de milieu défensif.
En 2002, il est élu meilleur joueur de Ligue 2 avec le club de l'AS Beauvais. Une large partie de sa carrière s'est déroulée en Grèce.

## Carrière
Né au Nigeria et frère du célèbre Sunday Oliseh (ancien joueur de la Juventus, Ajax, Dortmund), Egutu Oliseh s'envole vite pour la France pour suivre une formation à l'AS Nancy-Lorraine. Il dispute son premier match en D1 à l'âge de 18 ans, et devient un espoir important du club lorrain.
Il est prêté durant le mercato 1999/2000, en Division 2 à Club Sportif Louhans-Cuiseaux, pour avoir un temps de jeu supplémentaire. Malgré 8 matchs seulement, Egutu fait fort impression en inscrivant pas moins de 5 buts, mais l'expérience s'avère morose avec la relégation en National.
Le retour en Lorraine en 2000/2001 est lui aussi difficile, Nancy est descendu en deuxième division et le nouvel entraineur, Francis Smerecki ne compte pas vraiment sur le joueur.
Quatre matchs cette saison-là, le poussent à demander un prêt la saison suivante, et Egutu se retrouve à l'AS Beauvais avec son ancien formateur : Jacky Bonnevay. Et la saison 2001/2002 sera l'une des plus abouties pour le joueur, non seulement Beauvais joue la montée en L1 mais il squatte toute la saison des places supérieures à celles de son club d'origine. En outre, Egutu est un des joueurs les plus réguliers du championnat, au point d'agacer le président lorrain Jacques Rousselot, lors des confrontations Nancy-Beauvais. Finalement, l'AS Beauvais Oise ne monte finalement pas en L1, mais Egutu Oliseh est élu meilleur joueur de L2, et a gagné sa place dans le club qui l'a formé.
En 2002/2003, il revient donc à Nancy, et joue la plupart des rencontres mais la saison est encore décevante pour le club lorrain : l'ASNL échappe de peu à la relégation et ne remonte toujours pas en Ligue 1. Bien que ce soit sa première saison pleine avec les blancs et rouges, son aventure en terre lorraine se termine au sein de cette année.
De 2003 à 2005, il rejoint l'ambitieux club de Grenoble Foot 38, mais durant deux saisons les résultats ne sont pas à la hauteur et quitte l'Isère pour la Belgique en 2005/2006 et le club de la Louvière en D1 belge.
Une saison complète, lui vaut de recevoir une offre d'un club de L2 anglaise en 2006 : les Queens Park Rangers Football Club, mais il n'entre finalement que peu dans les plans de l'entraîneur (2 matchs seulement Outre-Manche). Il part alors renforcer l'équipe du Montpellier Hérault Sport Club en ligue 2 entraîné par Rolland Courbis, mais rate la montée de peu en 2008.
Libre, il décide alors de retenter une expérience à l'étranger; et s'exile en Grèce. Le joueur ne sait alors pas qu'il va y faire la majeure partie de sa carrière en connaissant un nombre de clubs impressionnants. Au mercato 2008, il rejoint donc le Panthrakikos FC, avec lequel il termine à la 11e place du championnat pour sa première saison.
Lors de l'été 2009, il a l'occasion de se mesurer à plusieurs équipes de Ligue 1 française dans le cadre de rencontres amicales contre le Paris Saint Germain(1-1),Lille (défaite 2-0), RC Lens (défaite 1-0). Néanmoins la saison 2009/2010 est difficile puisque le club termine à la dernière marche du championnat et le joueur a un temps de jeu réduit.
La saison d'après, il est prêté au club d'Ergotelis. L'option d'achat levé, le joueur rempile une saison mais voit le club descendre en deuxième division locale, après avoir terminé 14e du championnat (premier relégable).

Egutu Oliseh entame alors un large tour de l'antichambre de l'élite grecque, puisqu'au mercato 2012 il part pour Panachaïkí où il termine à une difficile 15e place. Un an et demi plus tard, il s'envole au mercato hivernal pour l'Olympiakos Volos avec lequel il termine la saison. Alors qu'il entame très bien la saison 2013/2014 et que Volos joue les premiers rôles dans la poule Sud de la D2 grecque, le joueur part pour Paniliakos FC le 31 janvier 2014 où il ne fait que des bouts de matchs. Il aura toutefois le titre de champion de D2 grâce au classement final de Volos. Au vu de son temps de jeu famélique au Paniliakos, il part à l'été 2014 au Apollon Kalamarias mais que ne reste que six mois dans le club fondé en 1926. Puisqu'il signe dès janvier 2015 avec le Panserraikos Football Club.
En août 2016, à 35 ans, il continue son périple grecque et rejoint l'équipe de Dóxa Dráma, toujours en D2.
Il quitte l'équipe au bout de quelques mois pour le Olympiakos Laurium F.C. en championnat amateur, avant de raccrocher.

## Palmarès
- Élu meilleur joueur de L2 (AS Beauvais) en 2002.
- Champion de D2 Grecque groupe Sud en 2014 avec l'Olympiakos Volos

## Après carrière
Le joueur quitte la Grèce pour s'installer à Londres et diriger une académie.